# International Archive of Women in Architecture
Het International Archive of Women in Architecture (IAWA) werd in 1985 opgericht als een gezamenlijk programma van het College of Architecture and Urban Studies en de universiteitsbibliotheken van Virginia Tech.
Het archief documenteert de geschiedenis van de betrokkenheid van vrouwen bij de architectuur, door ontwerpen en documenten van vrouwelijke architecten, landschapsarchitecten, ontwerpers, architectuurhistorici en -critici, stedenbouwkundigen en de archieven van vrouwelijke architectuurorganisaties te verwerven, te bewaren, op te slaan en beschikbaar te stellen voor onderzoekers.

## Collecties

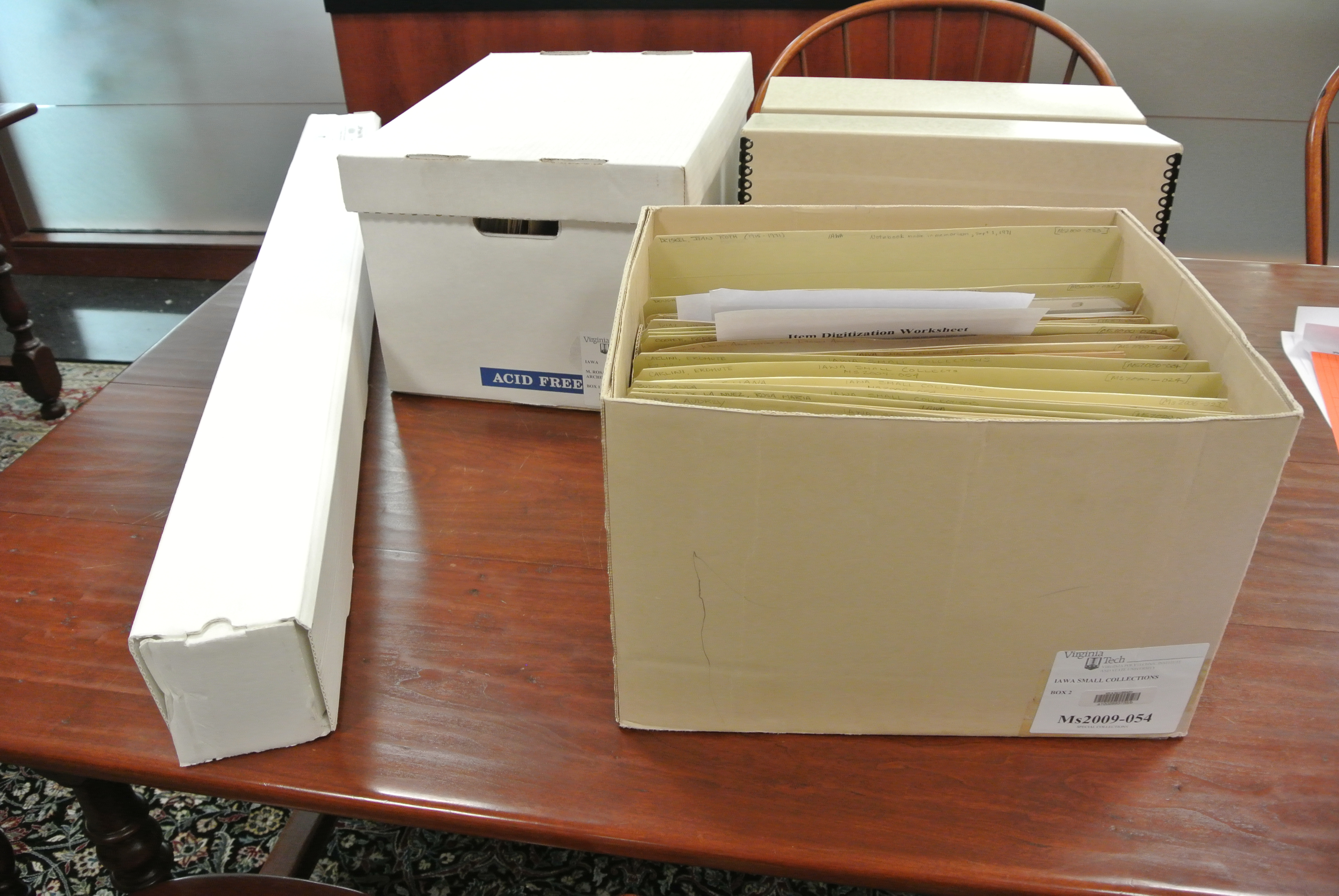
Archiefdozen, IAWA, 2016

Het IAWA verzamelt archiefmaterialen van vrouwen die hun beroep uitoefenden in een tijd dat er nog weinig vrouwen in het werkveld waren (d.w.z. vóór de jaren 1950) en vult daarmee leemten op in de beschikbaarheid van primair onderzoeksmateriaal voor architectuur-, vrouwen- en sociaalhistorisch onderzoek. Anno 2023 is er meer dan 56 m3 aan materiaal in de circa 450 collecties van het IAWA, die zijn ondergebracht in de bijzondere collecties van de universiteitsbibliotheek van Virginia Tech.
Als onderdeel van haar missie om te fungeren als een uitwisselingscentrum van informatie over alle vrouwelijke architecten, vroeger en nu, verzamelt en catalogiseert het IAWA ook boeken, monografieën en andere publicaties geschreven door of over vrouwelijke architecten, ontwerpers, stedenbouwkundigen, enz. Deze publicaties zijn toegankelijk via de online catalogus van de Virginia Tech-bibliotheek.
Het IAWA startte met een focus op het archiveren van baanbrekende vrouwen in de architectuur, individuen die hun beroep uitoefenden in een tijd dat er weinig vrouwen in het veld waren. Tegenwoordig bezit het IAWA materialen die meerdere generaties vrouwen in de architectuur documenteren, en essentiële primaire bronnen leveren voor onderzoek naar architectuur, vrouwengeschiedenis en sociale geschiedenis. De collecties bevatten materiaal van relevante vrouwelijke architecten als Diana Balmori, Olive Chadeayne, Doina Marilena Ciocănea, Mary Colter, L. Jane Hastings, Anna Keichline, Yasmeen Lari, Sarantsatral Ochirpureviin, Eleanore Pettersen, Berta Rahm, Trudy Rosen, Sigrid Lorenzen Rupp, Han Schröder, Anna Sokolina, Brinda Somaya, Pamela Webb, Beverly Willis, Zelma Wilson en Liane Zimbler.
Het IAWA verzamelt ook biografische informatie. Er is informatie over meer dan 650 vrouwen uit 48 landen en 42 staten/gebieden in de Verenigde Staten beschikbaar in de IAWA Biographical Database. De database bevat ook biografische informatie over een aantal Nederlandse architecten, zoals Caroline Bos en Han Schröder.
Sommige bronnen van het IAWA, ongeveer 1200 afbeeldingen uit 28 collecties, zijn gescand en beschikbaar via de VT ImageBase.

## Raad van Advies
Het IAWA staat onder toezicht van een raad van advies die bestaat uit architecten, stedenbouwkundigen, industrieel ontwerpers, binnenhuisarchitecten, bibliothecarissen, archivarissen en docenten van over de hele wereld en de VS. Het Hoofd Bijzondere Collecties fungeert als archivaris van het IAWA en zit in de Raad van Advies en het College van Bestuur. Ze bereidt een rapport voor ter presentatie tijdens de bijeenkomst die jaarlijks in de herfst wordt gehouden in de bestuurskamer van de Newman Library van Virginia Tech.

## Milka Bliznakov Research Prize
In 2001 werd de Milka Bliznakov Research Prize ingesteld ter ere van de oprichter en emerita-adviseur van het IAWA, Dr. Milka Bliznakov (1927-2010). Het IAWA Center nodigt architecten, wetenschappers, professionals, studenten en onderzoekers uit om bij te dragen aan onderzoek naar vrouwen in de architectuur en aanverwante thema's. Dit onderzoek, in samenwerking met de instandhoudingsinspanningen van het IAWA, zal helpen de leemten in historische kennis over de prestaties en het werk van vrouwen die de bebouwde omgeving hebben vormgegeven, op te vullen.

### Winnaars van de Milka Bliznakov Research Prize[8]
- 2022, Daniela Núñez Ruiz, "Decolonizing the Archive: Mapping the IAWA's Global South Female Architects."
- 2021 geannuleerd wegens de corona pandemie
- 2020 geannuleerd wegens de corona pandemie
- 2019, Eva Alvarez en Carlos Gomez, "Pluralism and Diversity in the Profession - Women Architects Speaking Spanish at the IAWA," en Daniela Urazán (Student Prize), "The Architecture of Care: Women Architects and Places in Need."
- 2018, Alex Bala, "Hanna Adamczewska-Wejchert, a lead designer of the industrial city of Tychy."
- 2017, Dr. Rixt Hoekstra, "Regarding De Stijl through a Gender Perspective: The Work and Life of Han Schröder (1918 -1992)" en Kirat Kaur Pandher (Student Prize), "Indian Architects: A Proposal for Directed Expansion."
- 2016, Dr. Ines Moisset, "Women Architects on the Web" en Dr. Tanja Poppelreuter, "Refugee and émigré female architects before 1940"
- 2015, Claire Bonney Brüllman, "The Work and Life of Adrienne Gorska" en Sarah Rafson, "CARY (Chicks in Architecture Refuse to Yield)."
- 2014, Meredith Sattler, "Early Technological Innovation in the Systems Approach to Environmental Design: Situating Beverly Willis and Associates’ CARLA platform [Computerized Approach to Residential Land Analysis] within the developmental trajectory of Geographic Information Systems (GIS)."
- 2013, Robert Holton, "Natalie De Blois - The role and contribution in the design of three pivotal SOM projects completed in New York City between 1950-1960: the Lever House, the Pepsi-Cola building and the Union Carbide."
- 2012, Andrea J. Merrett, "Feminism in American Architecture: Organizing 1972-1975."
- 2011, Lindsay Nencheck, "Organizing Voices: Examining the 1974 Women in Architecture Symposium at Washington University in St. Louis."
- 2010, Inge Schaefer Horton, "Early Women Architects of the San Francisco Bay Area."
- 2009, Patrick Lee Lucas, "Sarah Hunter Kelly: Designing the House of Good Taste."
- 2008, Martha Alonso, Sonia Bevilacqua, en Graciela Brandariz, "Odilia Suárez: The Exemplary Trajectory of an Architect and Urbanist in Latin America."
- 2008, Despina Stratigakos, "A Woman’s Berlin."
- 2008, Milka Bliznakov Prize, Commendation, Lori Brown, feminist practices [tentoonstelling].
- 2007, geen prijs uitgereikt.
- 2006, Milka Bliznakov Prize, Commendation, Eran Ben-Joseph, Holly D. Ben-Joseph en Anne C. Dodge "Against All Odds: MIT's Pioneering Women of Landscape Architecture."
- 2005, Carmen Alonso Espegel, "Heroines of the Space."
- 2005, Isabel Bauer, "Architekturstudentinnen der Weimarer Republik."
- 2005, Bobbye Tigerman, "'I Am Not a Decorator' Florence Knoll, the Knoll Planning Unit, and the Making of the Modern Office."
- 2005, Milka Bliznakov Honorarium, Joseph Chuo Wang.
- 2004, Dorrita Hannah, "un-housing performance: The Heart of PQ."
- 2004, Janet Stoyel, "Sonicloth."
- 2003, Barbara Nadel,"Security Design: Achieving Transparency in Civic Architecture."
- 2003, Ozlem Erkarslan, "Turkish Women Architects in the Late Ottoman and Early Republican Era 1908-1960."
- 2002, Elizabeth Birmingham, "Searching for Marion Mahony: Gender, Erasure, and the Discourse of Architectural Studies."
- 2001, Claire Bonney, "The Work and Life of Adrienne Gorska."